# 千葉県立松戸六実高等学校
千葉県立松戸六実高等学校（ちばけんりつ まつどむつみこうとうがっこう）は、千葉県松戸市六高台五丁目にある第2学区の県立高等学校。愛称・略称は「六実高」。
第2学区（松戸市、市川市、浦安市、船橋市、習志野市、八千代市）の中堅校。柏市、鎌ケ谷市との境界にあり、東武野田線（東武アーバンパークライン）沿線に立地するため、隣接学区からの通学者も多い。
現在、校舎、体育館等の大規模リノベーション、長寿命化対策工事が進展中である。

## 設置学科
- 全日制普通科

## 沿革
- 1977年（昭和52年） - 千葉県教育委員会が千葉県立松戸六実高等学校の設置を決定
- 1978年（昭和53年） - 第1回入学者選抜学力検査、開校式、第1回入学式
- 1979年（昭和54年） - 仮設校舎から本校舎へ移転、体育館・武道館・管理棟等竣工
- 1980年（昭和55年） - 校旗、校歌制定
- 1987年（昭和62年） - 創立10周年記念式典
- 1990年（平成2年） - 校訓「誠実」制定
- 1998年（平成10年） - 創立20周年記念式典
- 2008年（平成20年） - 創立30周年記念式典
- 2023年（令和5年） - 体育館竣工
- 2024年（令和6年） - 制服をモデルチェンジ[2]
- 2025年（令和7年） - 学校運営協議会設置、特別教室棟竣工

## 学校行事
- 4月 - 入学式、新入生歓迎会、スタディサポート
- 5月 - 校外学習（1年）
- 6月 - 芸術鑑賞会、生徒総会、千葉県民の日（休日）
- 7月 - 球技祭、インターンシップ
- 9月 - 文化祭（松毬祭文化の部）、同窓会総会
- 10月 - 修学旅行、体育祭（松毬祭体育の部）
- 11月 - 生徒会役員選挙、上級学校見学会

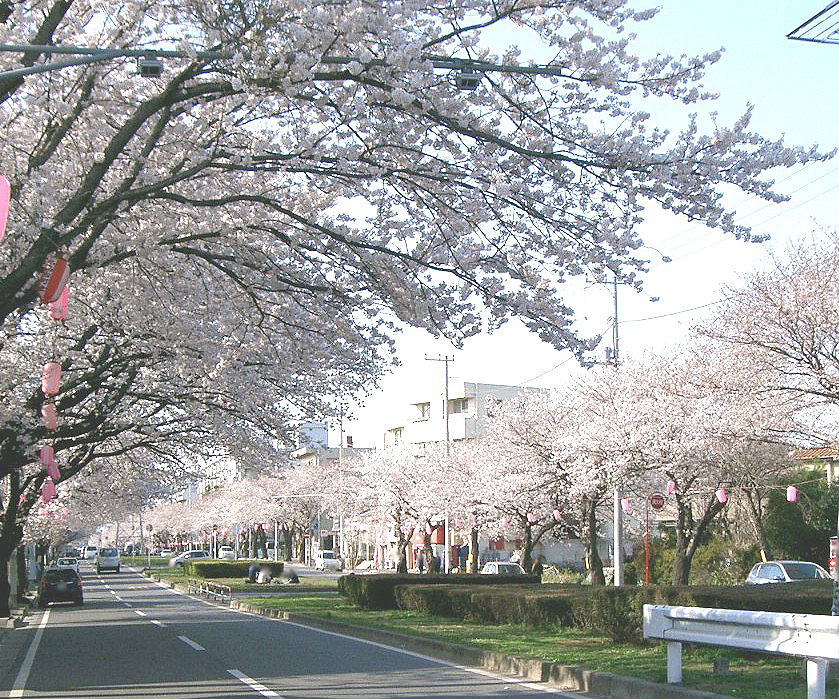
六高台さくら通り（3月下旬）

- 12月 - 交通安全教育
- 1月 - 3年生自宅学習開始
- 3月 - 卒業式

## 学校周辺
- 六高台さくら通り（さくら祭に吹奏楽部が参加）
- 松戸市立六実小学校
- 松戸市立六実第三小学校（インターンシップの実習先）
- 松戸市立六実中学校
- 千葉県立柏陵高等学校
- 松戸市立図書館六実分館
- 松戸市クリーンセンタースポーツ施設

## 校風など
- 1978年の開校当初から現在にいたるまで女子生徒数の割合が高い。
- ほのぼのとした校風である。
- 自転車通学可能（駐輪場あり、指定ステッカーを付ける）
- 多くの県内公立高校と同様に校内に水泳プールはない。
- 冬期の体育の授業では持久走も行われるが周辺の道路事情によりマラソン大会は行われず、球技祭（1学期）がある。
- 進学率は大学・短期大学は約60%、専門学校・各種学校を含めると約85%となっている（2008年度）。
- 就職実績は国家公務員、地方公務員、警察官、民間企業など
- 部活動加入率は約80%以上[3]
- 災害時等における避難場所及び指定避難所に指定されている[4]

## 交通
- 東武野田線（東武アーバンパークライン）高柳駅下車徒歩約15分
- 東武野田線（東武アーバンパークライン）六実駅下車徒歩約15分
- 京成松戸線五香駅東口より京成バス千葉セントラル「六実高校入口」下車徒歩約8分
- 地図：Googleローカル

## 著名な出身者
- 山崎剛（総合格闘家）
- 上場雄也（ビーチバレーボール選手）
- 星月梨旺（俳優）
- 仲宗根澄香（プロゴルファー）